# Tsang Ka Yan
Tsang Ka Yan es una deportista hongkonesa que compitió en atletismo adaptado. Ganó una medalla de plata en los Juegos Paralímpicos de Sídney 2000 en la prueba de salto de longitud (clase F20).

## Palmarés internacional
| Juegos Paralímpicos | Juegos Paralímpicos | Juegos Paralímpicos | Juegos Paralímpicos   |
| Año                 | Lugar               | Medalla             | Prueba                |
| ------------------- | ------------------- | ------------------- | --------------------- |
| 2000                | Sídney (Australia)  | Medalla de plata    | Salto de longitud F20 |